# 普萊瑟維爾 (肯塔基州)
普萊瑟維爾（英語：Pleasureville）是一個位於美國肯塔基州亨利縣和謝爾比縣的城市。

## 地方資料
根據2020年美國人口普查的數據，普萊瑟維爾的面積為1.26平方千米，當中陸地面積為1.25平方千米，而水域面積為0.01平方千米。當地共有人口779人，而人口密度為每平方千米618.25人。